# Lista de montanhas de Portugal
Esta é uma lista de montanhas de Portugal. A lista inclui montanhas dos Açores e Madeira.

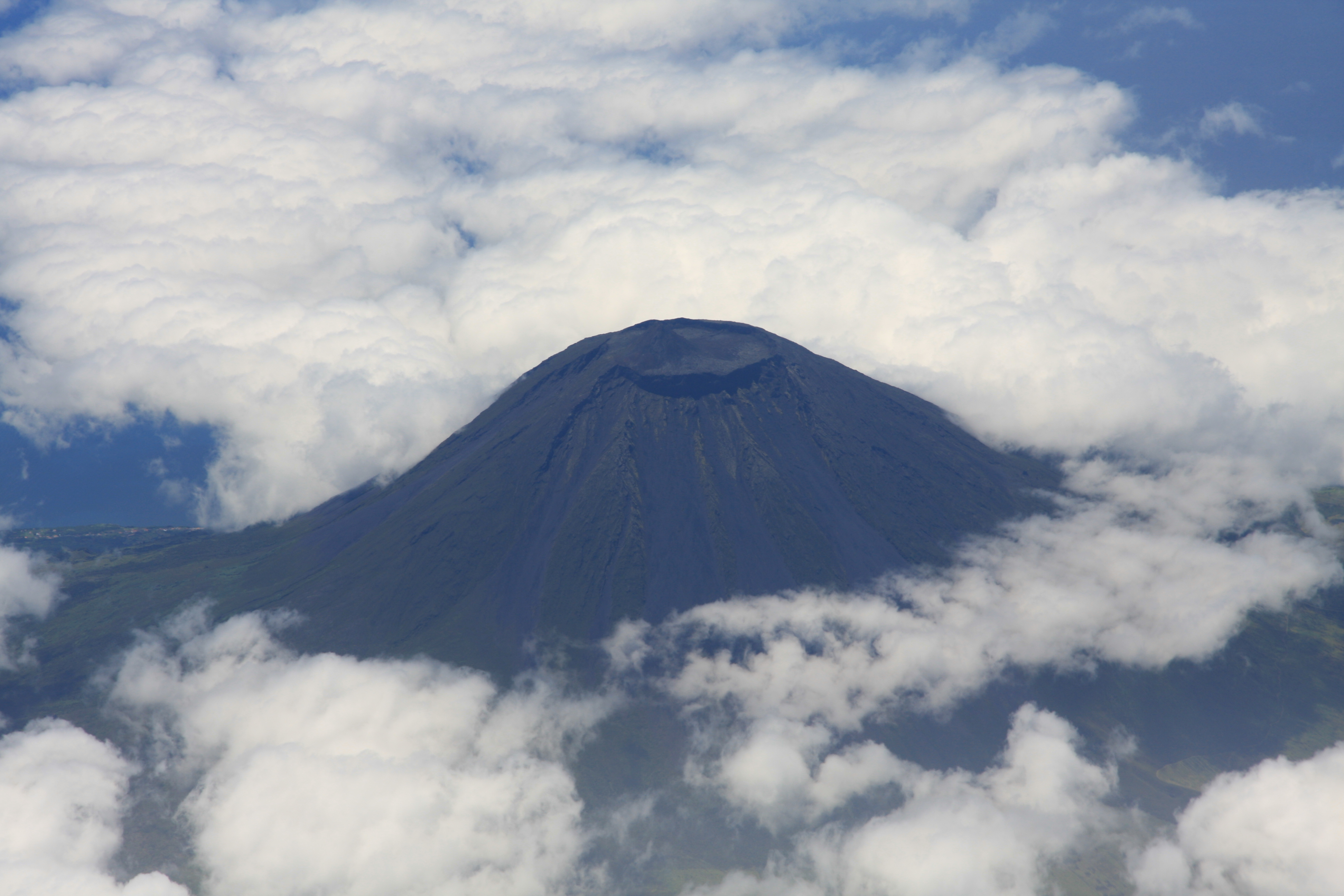
O monte Pico (2351 m), na Ilha do Pico, é a mais alta montanha de Portugal.
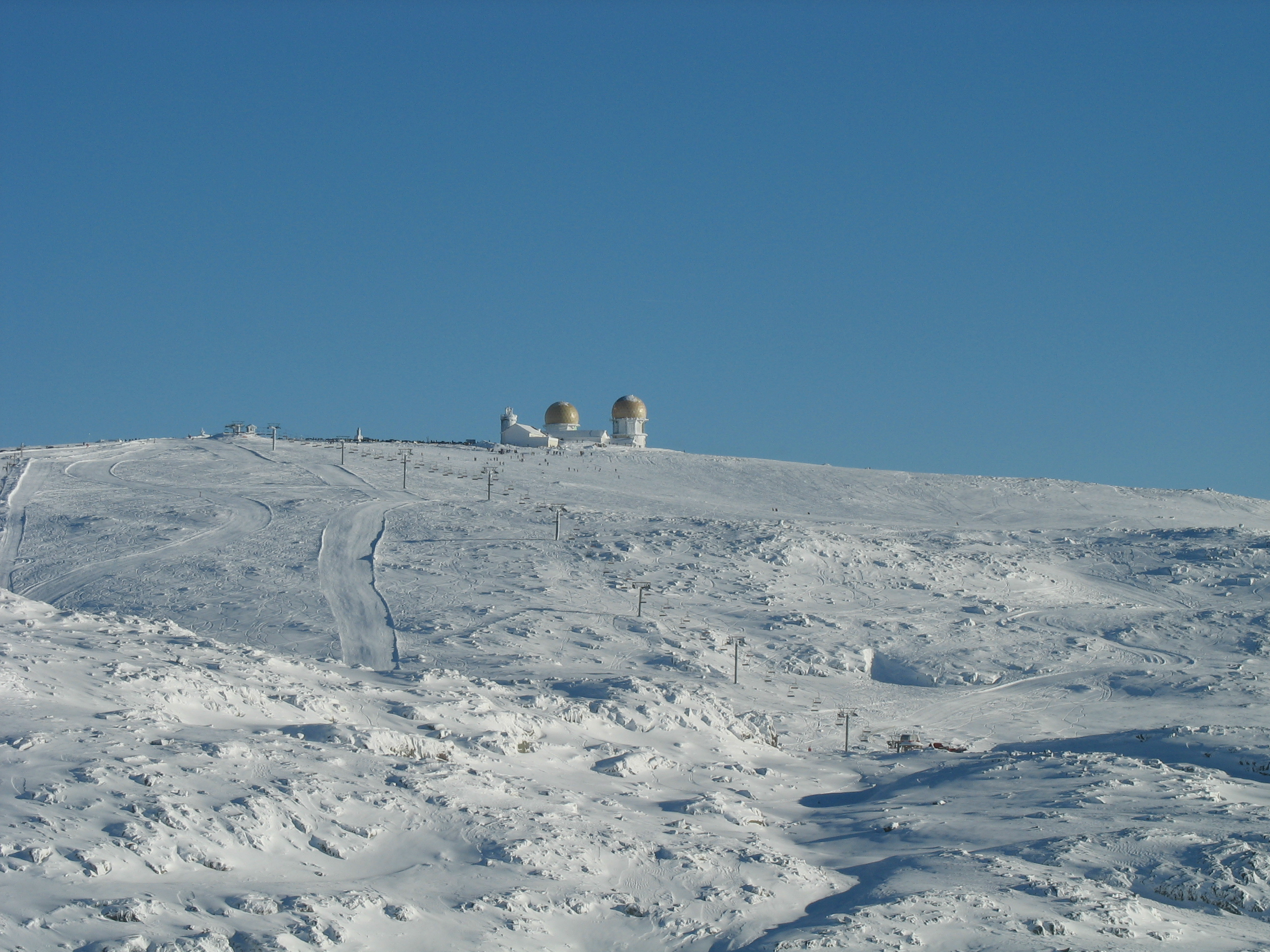
A Torre (1993 m) é o pico mais alto da Serra da Estrela, e o mais alto de Portugal Continental
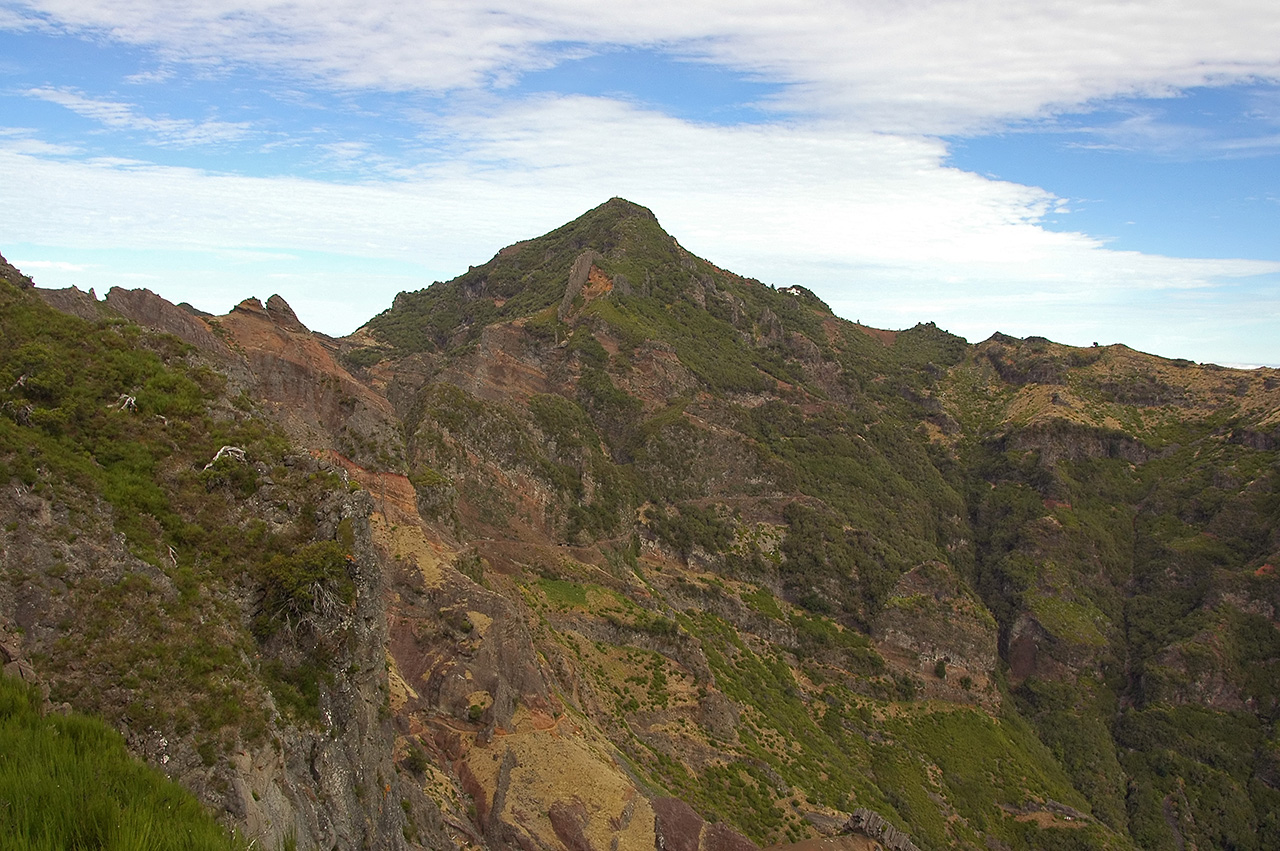
Pico Ruivo (1861 m), a montanha mais alta da Madeira e a terceira mais alta de Portugal

## Por altitude

### Acima de 1500 m de altitude
| Nome                                     | Altitude | Proeminência | Localização      | Coordenadas                        | Observações                                                |
| ---------------------------------------- | -------- | ------------ | ---------------- | ---------------------------------- | ---------------------------------------------------------- |
| Monte Pico                               | 2351 m   | 2351 m       | Ilha do Pico     | 38° 28′ 08″ N, 28° 23′ 56″ O       | Montanha mais alta de Portugal                             |
| Torre (Serra da Estrela)                 | 1993 m   |              | Serra da Estrela | 40° 19′ 18,72″ N, 7° 36′ 46,68″ O  | Montanha mais alta de Portugal Continental                 |
| Pico Ruivo                               | 1861 m   | 1861 m       | Ilha da Madeira  | 32° 45′ 31″ N, 16° 56′ 32″ O       | Montanha mais alta da Madeira                              |
| Pico das Torres                          | 1851 m   |              | Ilha da Madeira  | 32° 45′ 01,69″ N, 16° 56′ 17,74″ O |                                                            |
| Pico do Areeiro                          | 1818 m   |              | Ilha da Madeira  | 32° 44′ 08,68″ N, 16° 55′ 40″ O    |                                                            |
| Pico Cidrão                              | 1801 m   |              | Ilha da Madeira  |                                    |                                                            |
| Pico do Cedro                            |          |              | Ilha da Madeira  |                                    |                                                            |
| Alto da Pedrice (Poio da Cabeça)         | 1758 m   | 207 m        | Serra da Estrela | 40° 17′ 41″ N, 7° 34′ 48″ O        | Pico secundário da serra da Estrela, de baixa proeminência |
| Pico Casado                              | 1725 m   |              | Ilha da Madeira  |                                    |                                                            |
| Poios Brancos                            | 1704 m   | 102 m        | Serra da Estrela |                                    | Pico secundário, de baixa proeminência                     |
| Santinha                                 | 1595 m   | 198 m        | Serra da Estrela |                                    | Pico secundário, de baixa proeminência                     |
| Pico da Nevosa                           | 1548 m   | 760 m        | Serra do Gerês   | 41° 49′ 30″ N, 8° 02′ 27″ O        | Segunda montanha mais alta de Portugal Continental         |
| Pico do Sobreiro                         | 1538 m   | 124 m        | Serra do Gerês   | 41° 04,153′ N, 8° 02,069′ O        | Pico secundário, de baixa proeminência                     |
| Larouco                                  | 1535 m   | 423 m        | Serra do Larouco | 41° 52′ 49,36″ N, 7° 43′ 13,14″ O  | Terceira montanha mais alta de Portugal Continental        |
| São Bento                                | 1530 m   | 119 m        | Serra da Estrela | 40° 21,529′ N, 7° 40,869′ O        | Pico secundário, de baixa proeminência                     |
| Taloeiros (Cabeço dos Pinheiros/Alvoaça) | 1517 m   | 101 m        | Serra da Estrela | 40° 17,106′ N, 7° 38,486′ O        | Pico secundário, de baixa proeminência                     |

### De 1000 m a 1500 m de altitude
| Nome                                 | Altitude (m) | Proeminência topográfica (m) | Localização                                                              | Observações |
| ------------------------------------ | ------------ | ---------------------------- | ------------------------------------------------------------------------ | --- |
| Lombada Grande (Serra de Montesinho) | 1486         |                              | Bragança (Bragança)                                                      | Lombada Grande é o ponto mais alto em Portugal da serra de Montesinho, mas não é o cume de uma montanha, mas sim de uma pequena elevação secundária numa encosta da serra que em Espanha se chama sierra de La Parada, e que por sua vez constitui apenas o prolongamento para sudeste da serra de Gamoneda. Coordenadas: 41° 59′ 19″ N, 6° 48′ 27″ O (mais alto em Portugal) e 41° 59′ 19″ N, 6° 48′ 27″ O (cume em Espanha) |
| Picoto de Cebola (Serra do Açor)     | 1418         |                              | Coimbra                                                                  | Ponto mais alto da Serra do Açor |
| Serra de Soajo                       | 1416         | 768                          | Arcos de Valdevez, Melgaço e Monção                                      | O ponto mais alto é o pico da Pedrada |
| Serra do Marão                       | 1415         |                              | Amarante, Baião, Vila Real, Mesão Frio, Santa Marta de Penaguião e Régua | |
| Serra de Montemuro                   | 1382         | 842                          | Cinfães (Viseu)                                                          | |
| Serra Amarela                        | 1359         |                              | Ponte da Barca e Terras de Bouro                                         | O ponto mais alto é a Louriça (1359m) |
| Serra do Açor                        | 1339         |                              | Coimbra                                                                  | |
| Serra da Nogueira                    | 1319         |                              | Bragança                                                                 | |
| Serra da Cabreira                    | 1286         |                              | Montalegre, Vieira do Minho e Cabeceiras de Basto                        | O ponto mais alto é o Talefe (1262m), em Vieira do Minho |
| Serra do Alvão                       | 1283         |                              | Vila Real (Vila Real)                                                    | |
| Serra do Barroso                     | 1279         |                              | Montalegre (Vila Real)                                                   | |
| Serra da Coroa                       | 1273         | 307                          |                                                                          | |
| Serra da Gardunha                    | 1227         | 770                          |                                                                          | |
| Serra de Bigorne                     | 1210         |                              | Lamego (Viseu)                                                           | |
| Serra da Lousã                       | 1205         |                              | Lousã (Coimbra)                                                          | |
| Serra de Bornes                      | 1200         | 620                          |                                                                          | |
| Serra da Padrela                     | 1146         |                              | Valpaços e Vila Pouca de Aguiar                                          | |
| Serra da Esculqueira                 | 1145         |                              |                                                                          | |
| Serra da Falperra                    | 1134         |                              |                                                                          | |
| Serra do Vidual                      | 1119         |                              |                                                                          | |
| Serra da Arada                       | 1116         |                              |                                                                          | |
| Serra da Gralheira                   | 1116         |                              |                                                                          | |
| Pico da Vara                         | 1108         |                              | Ilha de São Miguel, Açores                                               | Montanha mais alta da Ilha de São Miguel |
| Serra da Freita                      | 1098         |                              | Arouca (Aveiro)                                                          | |
| Serra de Alvéolos                    | 1084         |                              | Distrito de Castelo Branco                                               | Nomes alternativos: Cabeço Rainho ou Cabeço da Rainha |
| Serra de Mairos                      | 1084         |                              |                                                                          | |
| Serra da Malcata                     | 1072         |                              |                                                                          | |
| Serra do Caramulo                    | 1077         |                              |                                                                          | |
| Serra da Coelheira                   | 1054         |                              |                                                                          | |
| Pico da Esperança                    | 1053         |                              | Ilha de São Jorge, Açores                                                | Montanha mais alta da Ilha de São Jorge |
| Serra de São Macário                 | 1052         |                              | Frente ao vale de São Pedro do Sul                                       | |
| Cabeço Gordo                         | 1043         |                              | Ilha do Faial, Açores                                                    | Ponto mais alto da Ilha do Faial |
| Serra de Santa Comba                 | 1041         |                              | Valpaços e Mirandela                                                     | Pico mais alto fica situado na freguesia de Vales (Valpaços) |
| Serra do Temão                       | 1035         |                              |                                                                          | |
| Serra de São Mamede                  | 1025         |                              |                                                                          | Montanha mais alta a sul do rio Tejo |
| Serra de Santa Bárbara               | 1021         |                              | Ilha Terceira, Açores                                                    | Montanha mais alta da Terceira |
| Serra de Leomil                      | 1008         |                              |                                                                          | |
| Serra do Fundão                      | 1000         |                              |                                                                          | |

### Montanhas abaixo dos 1000 Metros de altitude
| Nome                         | Altitude (m) | Localização                               | Observações                              |
| ---------------------------- | ------------ | ----------------------------------------- | ---------------------------------------- |
| Serra de Santa Isabel        | 993          | Amares e Terras de Bouro                  |                                          |
| Serra de Mogadouro           | 993          |                                           |                                          |
| Serra do Pisco               | 989          |                                           |                                          |
| Serra da Marofa              | 977          |                                           |                                          |
| Serra da Aboboreira          | 972          | Baião (Porto)                             |                                          |
| Serra do Reboredo            | 966          | Torre de Moncorvo                         |                                          |
| Serra do Castelo de Matos    | 970          | Baião (Porto)                             |                                          |
| Serra da Lapa                | 955          |                                           |                                          |
| Monte Farinha                | 947          | Mondim de Basto                           |                                          |
| Morro Alto                   | 914          | Ilha das Flores, Açores                   |                                          |
| Serra de Monchique           | 902          | Monchique (Faro)                          | Montanha mais alta do Algarve            |
| Serra do Maroiço / Merouço   | 894          | Fafe                                      | Alto de Morgair                          |
| Serra de Corno de Bico       | 889          |                                           |                                          |
| Serra do Moradal             | 885          |                                           |                                          |
| Serra de Marvão              | 865          |                                           |                                          |
| Serra do Arestal             | 830          | Sever do Vouga, Vale de Cambra            |                                          |
| Serra de Oural               | 722          | Vila Verde, Ponte da Barca, Ponte de Lima |                                          |
| Serra de Arga                | 700          | Viana do Castelo, Caminha e Ponte de Lima |                                          |
| Serra de Aire                | 679          |                                           |                                          |
| Serra de Montejunto          | 666          | Alenquer                                  | Montanha mais alta do distrito de Lisboa |
| Serra de Ossa                | 650          |                                           |                                          |
| Serra Bando dos Santos       | 643          | Mação                                     |                                          |
| Serra de Alvaiázere          | 618          | Alvaiázere                                |                                          |
| Serra dos Candeeiros         | 613          |                                           |                                          |
| Serra de Ansião              | 612          |                                           |                                          |
| Serra da Melriça             | 591          |                                           |                                          |
| Pico Alto                    | 587          | Ilha de Santa Maria, Açores               |                                          |
| Serra do Caldeirão           | 577          | Distrito de Faro                          | Segunda montanha mais alta do Algarve    |
| Serra do Sicó                | 553          |                                           |                                          |
| Serra do Buçaco              | 549          |                                           |                                          |
| Serra do Rabaçal             | 532          |                                           |                                          |
| Serra da Agrela              | 532          |                                           |                                          |
| Serra de Sintra              | 528          | Sintra                                    |                                          |
| Serra da Adiça               | 518          |                                           |                                          |
| Pico do Facho do Porto Santo | 516          | Porto Santo (Madeira)                     |                                          |
| Serra da Arrábida            | 503          | Setúbal e Palmela                         |                                          |
| Serra da Maunça              | 423          | Leiria                                    |                                          |
| Serra de Portel              | 418          |                                           |                                          |
| Serra de Monte Figo          | 411          |                                           |                                          |
| Cabeço de Montachique        | 408          | Loures                                    |                                          |
| Serra de Arraiolos           | 407          |                                           |                                          |
| Senhora do Círculo           | 406          | Condeixa-a-Nova                           | Terras de Sicó                           |
| Pico do Coirão               | 405          | Ilha da Graciosa, Açores                  |                                          |
| Serra de São Tiago           | 400          |                                           |                                          |
| Serra de Grândola            | 383          | Grândola                                  |                                          |
| Serra do Cercal              | 378          |                                           |                                          |
| Serra de Montemor            | 357          | Loures                                    |                                          |
| Pico do Facho de Machico     | 323          | Machico (Madeira)                         |                                          |
| Serra da Amoreira            | 313          | Odivelas                                  |                                          |
| Serra de Espinhaço de Cão    | 297          | Barlavento algarvio                       |                                          |
| Serra da Boa Viagem          | 261          | Figueira da Foz                           |                                          |

## Maiores Altitudes de Cumes de Serras/Montanhas por Distrito

### Viana do Castelo
Pedrada - 1416 m

### Braga
Pico do Sobreiro - 1538 m

### Vila Real
Pico da Nevosa - 1548 m

### Bragança
Serra de Montesinho - 1486 m

### Porto
Serra do Marão - 1416 m

### Aveiro
Detrelo da Malhada - 1099 m

### Viseu
Serra de Montemuro - 1382 m

### Guarda
Serra da Estrela - 1993 m

### Coimbra
Serra da Cebola - 1418 m
São Pedro de Açor - 1342 m

### Leiria
Neve - 1193 m
Lomba de Visinhos - 1065 m
Safra - 1024 m

### Castelo Branco
Serra da Estrela - 1993 m

### Santarém
Serra de Aire - 678 m
Bando dos Santos - 643 m
Bando do Codes - 624 m

### Lisboa
Montejunto - 666 m
Penha do Meio Dia - 573 m
Cruz Alta - 528 m

### Portalegre
Serra São Mamede - 1027 m
Alto dos Forninhos - 943 m
Serra Fria - 889 m

### Setúbal
Formosinho - 501 m

### Évora
Serra de Ossa - 653 m

### Beja
Pico das Escovas - 584 m

### Faro
Fóia - 902 metros